# 克列平斯基农村居民点
克列平斯基农村居民点（俄语：Крепинское сельское поселение）是俄罗斯联邦伏尔加格勒州卡拉奇区所属的一个农村居民点。其下辖有4个居民点，行政中心为克列平斯基。据2016年统计，该农村居民点的人口为1618人。